# 121654 Michaelpryzby
121654 Michaelpryzby è un asteroide della fascia principale. Scoperto nel 1999, presenta un'orbita caratterizzata da un semiasse maggiore pari a 3,2115650 UA e da un'eccentricità di 0,1000389, inclinata di 6,41460° rispetto all'eclittica.